# Sérgio de Oliveira
Sergio Paulo de Oliveira (Medianeira, 19 de março de 1963) é professor, palestrante e político brasileiro, atualmente no Partido Social Democrático (PSD).
Na eleição de 2010, ficou como suplente de sua coligação, porém assumiu o mandato em diversas oportunidades na legislatura 2011-2015. Em 2014, obteve 58 924 votos, ficando novamente como suplente em sua coligação. Assumiu em 2016 o mandato, após a nomeação de Ricardo Barros, como ministro da Saúde do governo Michel Temer.